# خسوس دل مورو
خسوس دل مورو (اسپانیایی: Jesús del Muro‎; ۳۰ نوامبر ۱۹۳۷ – ۴ اکتبر ۲۰۲۲) بازیکن و مربی فوتبال اهل مکزیک بود.
از باشگاه‌هایی که در آن بازی کرده‌است می‌توان به باشگاه فوتبال دپورتیوو تولوکا، باشگاه فوتبال کروز آزول، و باشگاه فوتبال اطلس اشاره کرد.
وی همچنین در تیم ملی فوتبال مکزیک بازی کرده‌است.